# Dromaeolus coneus
Dromaeolus coneus är en skalbaggsart som beskrevs av Sharp 1908. Dromaeolus coneus ingår i släktet Dromaeolus och familjen halvknäppare. Inga underarter finns listade i Catalogue of Life.